# Baldwin Wake Walker
Pour les articles homonymes, voir Walker.
Baldwin Wake Walker, né le 6 janvier 1802 à Port-e-Vullen et mort le 12 février 1876 à Diss (Norfolk), est un amiral britannique.

## Biographie
Entré dans la Royal Navy en 1812, il est promu lieutenant en 1820 et sert alors en Jamaïque puis, commandant (1834), en Méditerranée (18371838) et est nommé capitaine en 1838. En 1840, il sert sur les côtes syriennes.
Surveyor of the Navy (1848-1860), anobli premier baron de Wake-Walker à Oakley House en 1856, rear-admiral (1865), commandant en chef au cap de Bonne-Espérance (1861-1865), il dirige en 1863 le Pioneer de David et Charles Livingstone sur le Zambèze.
Il est nommé amiral en 1870.
Jules Verne le mentionne dans le chapitre premier de Cinq semaines en ballon.
Il est le grand-père de Frederic Wake-Walker.